# Рувно (Західнопоморське воєводство)
Рувно (пол. Równo) — село в Польщі, у гміні Барлінек Мисліборського повіту Західнопоморського воєводства.
Населення — 115 осіб (2011).
У 1975-1998 роках село належало до Гожовського воєводства.

## Демографія
Демографічна структура станом на 31 березня 2011 року:
|          | Загалом | Допрацездатний вік | Працездатний вік | Постпрацездатний вік |
| -------- | ------- | ------------------ | ---------------- | -------------------- |
| Чоловіки | 62      | 16                 | 37               | 9                    |
| Жінки    | 53      | 13                 | 25               | 15                   |
| Разом    | 115     | 29                 | 62               | 24                   |